# ماك غوردون
ماك غوردون (بالإنجليزية: Mack Gordon)‏ هو ملحن وكاتب أغاني أمريكي، ولد في 21 يونيو 1904 في وارسو في بولندا، وتوفي في 1 مارس 1959 في نيويورك في الولايات المتحدة.

## وصلات خارجية
- ماك غوردون على موقع IMDb (الإنجليزية)
- ماك غوردون على موقع ميوزك برينز (الإنجليزية)
- ماك غوردون على موقع قاعدة بيانات برودواي على الإنترنت (الإنجليزية)
- ماك غوردون على موقع إن إن دي بي (الإنجليزية)
- ماك غوردون على موقع أول ميوزيك (الإنجليزية)
- ماك غوردون على موقع ديسكوغز (الإنجليزية)
- ماك غوردون على موقع قاعدة بيانات الفيلم (الإنجليزية)